# Zabernovo
Zabernovo (Bulgaars: Заберново) is een dorp in het oosten van Bulgarije. Het dorp is gelegen in de gemeente Malko Tarnovo, oblast Boergas. De afstand naar Boergas is hemelsbreed 45 km, terwijl de hoofdstad Sofia op 353 km afstand ligt. 

## Bevolking
Op 31 december 2019 werden er 71 inwoners geregistreerd door het Nationaal Statistisch Instituut van Bulgarije, een daling vergeleken met het maximum van 470 personen in 1946.
|  |

Van de 103 inwoners reageerden er 91 op de optionele volkstelling van 2011. Van deze 91 respondenten identificeerden 88 personen zichzelf als etnische Bulgaren (96,7%), terwijl 2 andere respondenten geen definieerbare etniciteit opgaven of tot een andere etnische groep behoorden.
| Etniciteit   | Aantal | %     |
| ------------ | ------ | ----- |
| Bulgaren     | 88     | 96,7% |
| Overig       | 3      | 3,3%  |
| Respondenten | 91     |       |

Bjala Voda · Bliznak · Brasjljan · Evrenozovo · Gramatikovo · Kalovo · Malko Tarnovo · Mladezjko · Slivarovo · Stoilovo · Vizitsa · Zabernovo · Zvezdets